# Arc de Cabanes
L'arc romà és un arc de triomf situat al terme municipal de Cabanes, situat a 3 kilòmetres de la població. Sobre la carretera CV-159, al bell mig d'una planúria a la qual dona nom, el Pla de l'Arc. Té una única obertura en arc de mig punt.

## Història
L'arc té les característiques constructives que permet datar-lo entre els segles ii i iii. La localització geogràfica, al costat a la Via Augusta i allunyat de qualsevol ciutat romana o d'algun límit administratiu, fa pensar que es tracte d'un arc privat de caràcter honorífico-funerari, associat a una vil·la rural situada al costat del monument.
L'arc fou declarat monument historicoartístic pel decret de 3 de juny de 1931 i, d'aleshores ençà ha estat objecte de diferents remodelacions i programes de conservació. L'ajuntament de Cabanes, el 2004, elabora el Pla Especial de Protecció de la Senda dels Romans i de l'Arc de Cabanes.

## Arquitectura
El monument es troba incomplet, sense el cos superior per damunt de l'arc. Sols se'n conserven els dos pilars i l'arc, mentre l'entaulament ha desaparegut.
L'arc està bastit de pedra calcària i els carreus estan trabats amb morter i grans còdols a l'interior dels pilars. L'altura des del terra és de 5,82 m i 6,92 d'ample. L'estructura del pilar es compon de capçal, sòcol i pilar, amb la base i la imposta motllurades. Sobre la línia d'imposta s'alça l'arc, amb catorze dovelles disposades radialment en forma de falca.
L'arc de Cabanes, d'estructura simple amb dovelles radials, imposta contínua i motllures senzilles, s'inclou dins d'un ampli conjunt d'arcs simples que s'estenen per tot el món romà.

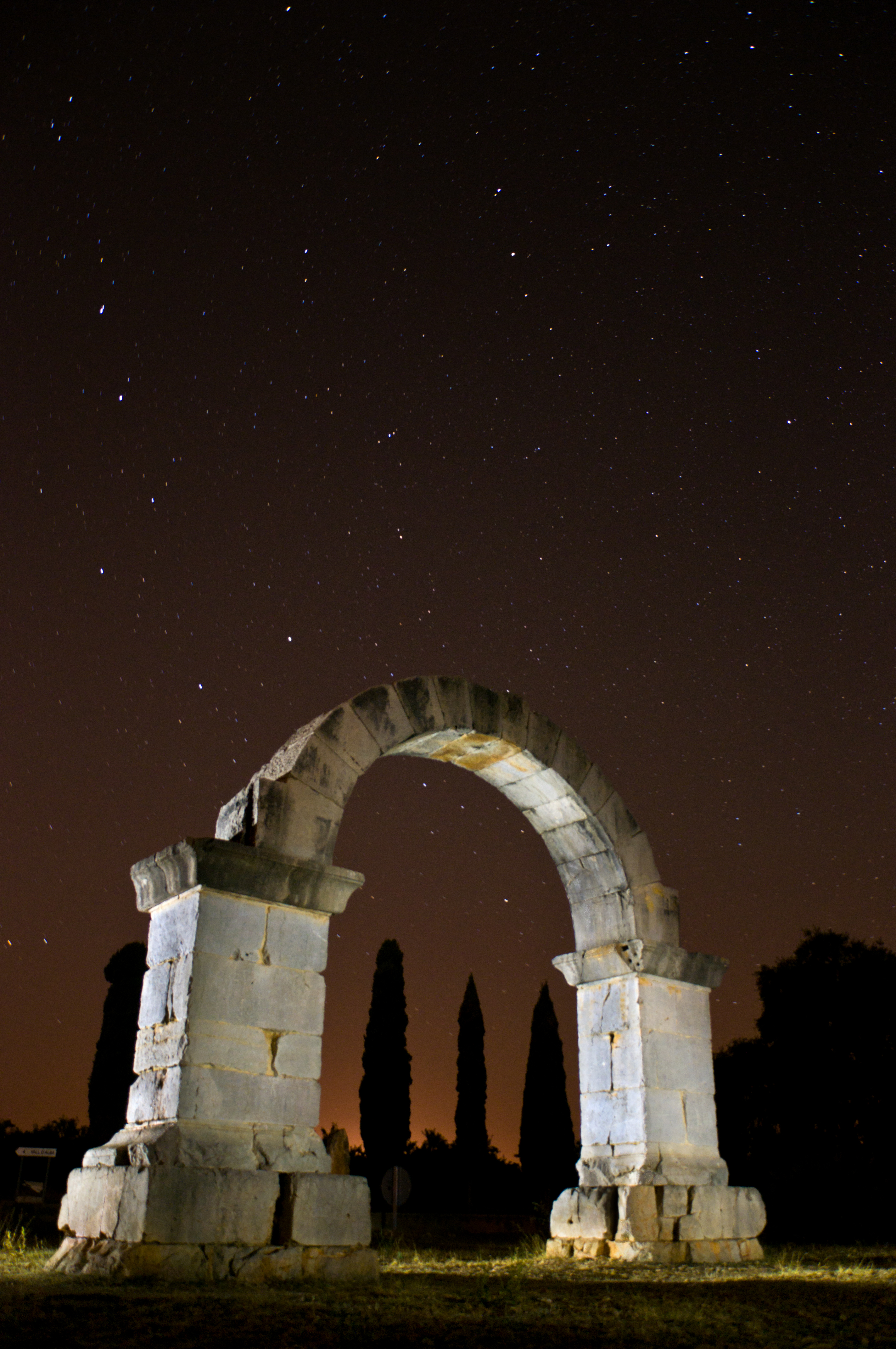
Vista nocturna de l'arc
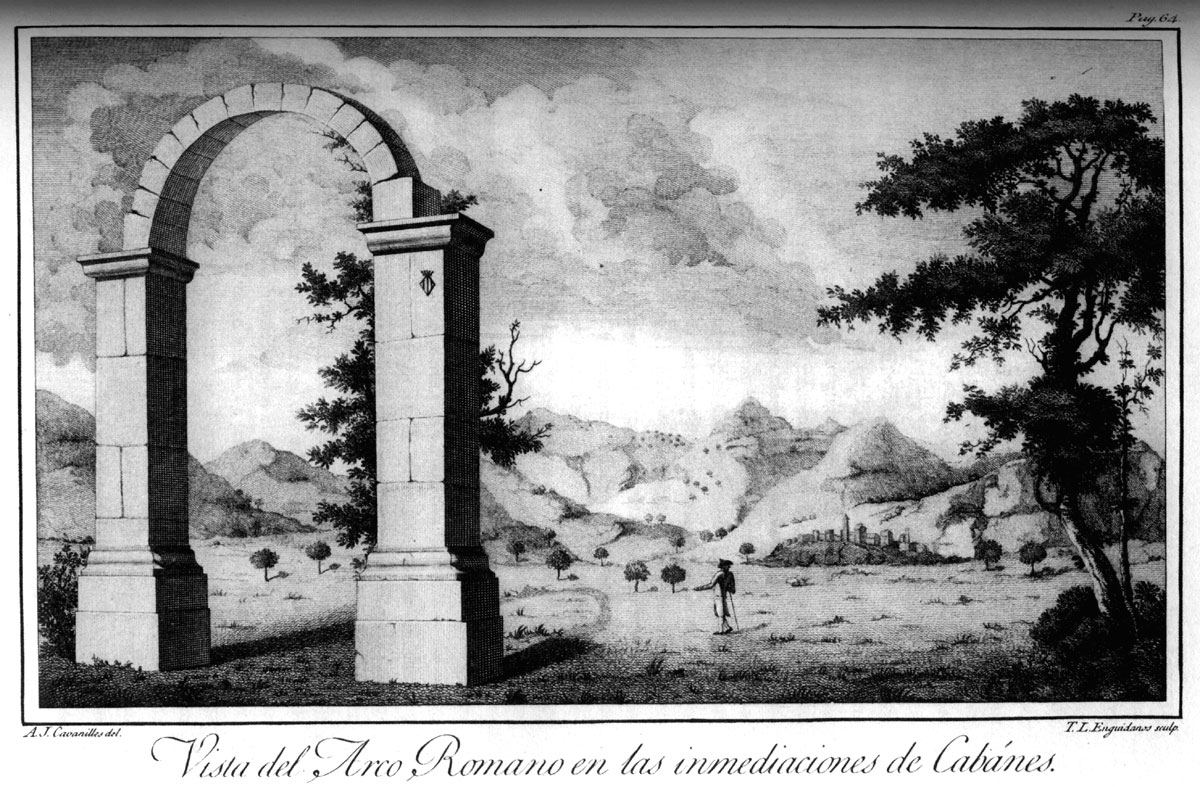
Gravat del dibuix fet per Antoni Josep Cavanilles de l'Arc romà de Cabanes (1795)
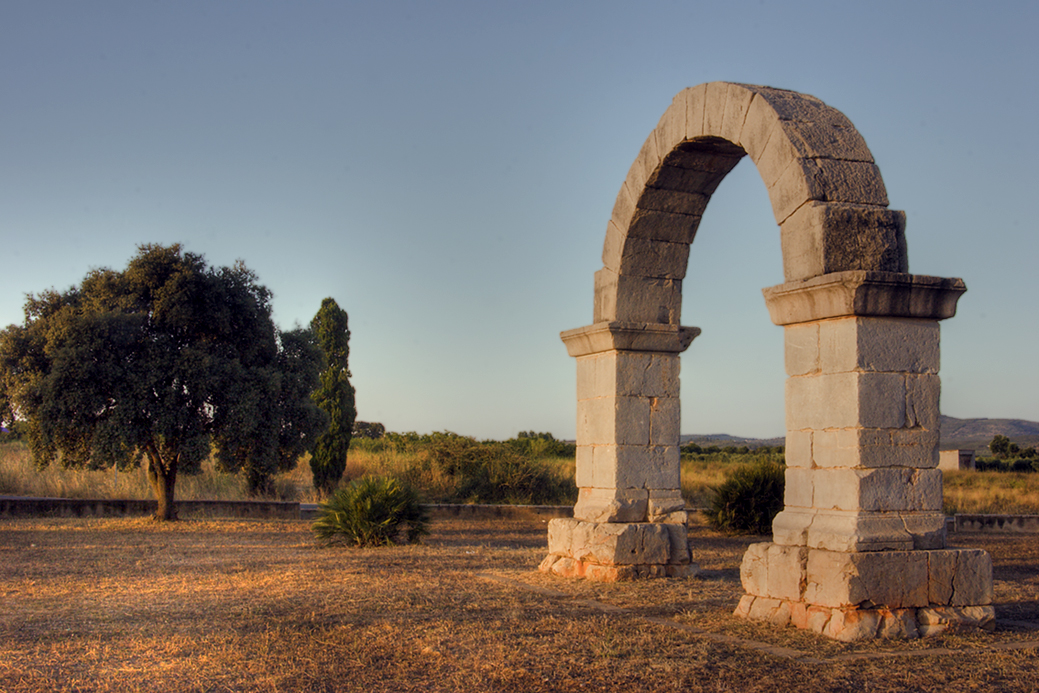